# アダムス (グループサウンズ)
アダムス（Adams）は、1968年に結成されたグループ・サウンズのバンド。1969年に解散。

## メンバー
- 水谷公生（ギター） 1947年6月17日 -
- 轟健二（ボーカル）1948年3月21日 - 後の音楽プロデューサー・松崎澄夫
- 千原秀明（ベース）1948年11月28日 - 2002年8月24日 後のスタジオミュージシャン・武部秀明
- 川上幸夫（ドラムス）1947年10月19日 -
- 土谷守（オルガン）1948年6月3日 -

## 概要
1968年春、水谷はアウト・キャストで活動後、ザ・スパイダースの田辺昭知の弟子であった川上を中心に結成。9月、CBS・ソニーレコード（現：ソニー・ミュージックエンタテインメント/ソニー・ミュージックレーベルズ）からシングル「旧約聖書」でデビュー。
アイドル性に重点を置きつつ、第2のザ・タイガースといわれたが、わずか1年の1969年暮れに解散。

## ディスコグラフィー

### シングル
- 旧約聖書 / ギリシャの丘（1968年9月5日）
- 眠れる乙女 / 砂のお城（1968年12月）
- 地球はせますぎる / にくい時計（1969年5月）
- 明日なき世界 / 影（1969年9月）